# 沙姆地区

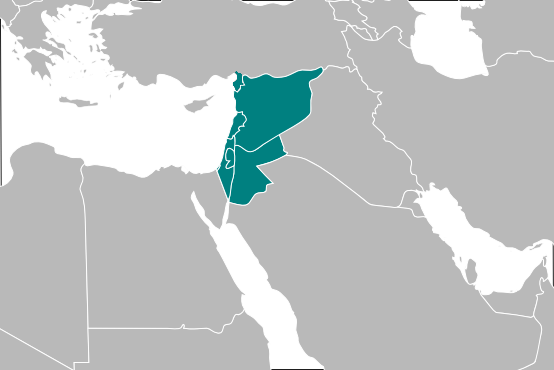
沙姆地区地图

沙姆地区或沙姆（阿拉伯语：‎或‎，拉丁化：或），是阿拉伯世界对于地中海东岸的整个黎凡特地区或大叙利亚地区的称呼，而随着历史的发展，所指亦有所不同。如今阿拉伯人所说的沙姆地区一般包括叙利亚、约旦、黎巴嫩和巴勒斯坦（巴勒斯坦国）。

## 词源概述
“沙姆”（‎）一词源于阿拉伯半岛的汉志地区（今属沙特阿拉伯），最初指的是“左手的土地”，因为对于汉志的一些人来说，当他们面对东方，半岛北方地区就在左边（相对的，也门则指“右手的土地”，因为它在半岛南方）。
由此可见，“沙姆”一词最初没有确知哪个地区，只是指半岛北方。但随着阿拉伯帝国的北征受阻于拜占庭帝国的小亚细亚，“沙姆”一词开始指称由阿拉伯人实际控制的阿拉伯半岛北方地区，而这一地区的大部分在古代都称叙利亚，所以“沙姆”一词也代指叙利亚。叙利亚的大马士革（今叙利亚首都）则向来是这一地区的最重要的区域中心城市，因此“沙姆”一词也可以指大马士革城。
沙姆地区不是一直和“大叙利亚”或“黎凡特”所指的区域相吻合的，因为大叙利亚可以指更小的区域，而黎凡特则可包括更大的区域。如今，沙姆地区一词最常被描绘早期的这一地区的历史学家所使用，因为在中东地区的很长一段历史中，沙姆地区的各个国家或民族都有着共同的文化和相似的经济发展水平，或统一在同一个国家（如阿拉伯帝国和奥斯曼帝国）。随着第一次世界大战以前这一地区的殖民主义和一批新兴国家（尤其是非阿拉伯的以色列国）的兴起，这种相似和统一终结了。但对于历史学家来说，整个20世纪这一地区仍然是一个整体。如今，“沙姆地区”一词仍然被广泛使用，尤其是在文化和历史领域。 
今天阿拉伯人所说的沙姆地区包括叙利亚、约旦、黎巴嫩和巴勒斯坦地區（巴勒斯坦国），而其他地区的人偶尔也会把以色列（大多数阿拉伯国家不承认）算在内，历史学家则把现代叙利亚东北和伊拉克西北的贾齐拉地区包括在内。
“沙姆”一词的形容词形式‎则指这一地区的人。因为沙姆也是叙利亚的代称，所以‎也可以指叙利亚人。

## “叙利亚”與“沙姆”
叙利亚的国名在阿拉伯语中为‎或‎，但是在大约1870年以前，这个词在说阿拉伯语的穆斯林中使用不是很广泛，而是更早地在说阿拉伯语的基督徒中广泛使用。叙利亚的东正教（叙利亚东正教）教会则用“叙利亚”的形容词形式‎（复数：‎，如今表示所有“叙利亚人”）表示基督教早期（东西教会大分裂以前）的叙利亚教徒，而使用专有的阿拉伯词语‎（复数：‎）表示东西教会分裂后的叙利亚东正教教徒。
现在‎一词表示叙利亚这个国家，与大叙利亚相对，它也被称为沙姆国家或地区（‎）。这个差别在20世纪中叶以前不是很明显，之后，随着第一次世界大战后《塞克斯-皮克特协定》的签署，以及1936年原来分裂的这一地区成为法国的託管地，成为一个统一的政治实体，假如哈希姆王室如果沒有建立叙利亚阿拉伯王国，那么大叙利亚的概念可能会逐渐被沙姆地区所取代。